# Tadao Tannaka
Tadao Tannaka (淡中 忠郎, Tannaka Tadao, 27 décembre 1908 — 25 octobre 1986) est un mathématicien japonais spécialisé en théorie algébrique des nombres.

## Biographie
Tannaka est né à Matsuyama, dans la préfecture d'Ehime, le 27 décembre 1908,,. Après avoir obtenu un baccalauréat ès sciences en mathématiques de l'Université impériale de Tohoku en 1932, il fut nommé maître de conférences à l'université en 1934 et reçut un doctorat ès sciences de l'université en 1941,. Il fut promu professeur adjoint en 1942 et professeur titulaire en 1945,,. Tannaka fut membre de l'Institute for Advanced Study de septembre 1955 à avril 1957,,. Tannaka a pris sa retraite de l'Université du Tohoku en 1972, après quoi il a été professeur titulaire à l'Université du Tohoku Gakuin jusqu'en 1981,.
Tannaka fut le rédacteur en chef du Tohoku Mathematical Journal et membre du conseil d'administration de la Mathematical Society of Japan. Il fut également responsable de la série d'articles « Mathematics Chat » dans le mensuel Mathematics for Universities (ja) à partir de 1960.
Tannaka est décédé à Tokyo le 25 octobre 1986,

## Recherche
Tannaka est connu pour avoir développé la théorie de la dualité de Tannaka-Krein, qui généralise la dualité de Pontryagin aux groupes compacts non commutatifs et a conduit au développement du formalisme tannakien,.

## Récompense
Tannaka est récipiendaire de l'Ordre du Soleil Levant en 1980